# جیمز مادیو
جیمز مادیو (به انگلیسی: James Madio) (زاده ۲۲ نوامبر ۱۹۷۵) بازیگر آمریکایی است.
از فیلم‌های معروف او می‌توان به بازی در فیلم قهرمان و عشق دروغ خونریزی اشاره کرد.